# Mohammad Khamis
Mohammad Khamis (en árabe: محمد خميس صالح‎; Emiratos Árabes Unidos, 11 de marzo de 1976) es un exfutbolista de los Emiratos Árabes Unidos que jugaba en la posición de defensa.

## Carrera

### Club
Jugó toda su carrera con el Al-Nasr SC de 1999 a 2010, con el que ganó dos copas nacionales.

### Selección nacional
Jugó para Emiratos Árabes Unidos en 15 ocasiones de 1999 a 2007 y participó en la Copa Asiática 2007.

## Logros
- Copa Federación de Emiratos Árabes Unidos (2): 1999-2000, 2001-02